# Реметеа (Муреш)
Реметеа (рум. Remetea) насеље је у Румунији у округу Муреш. Oпштина се налази на надморској висини од 352 m.

## Становништво
Према подацима из 2002. године у насељу је живело 12027 становника.

### Попис2002.
| Расподела становништва по националности 2002.‍ | Расподела становништва по националности 2002.‍ | Расподела становништва по националности 2002.‍ | Расподела становништва по националности 2002.‍ | Расподела становништва по националности 2002.‍ |
| --------------------------------------------- | --------------------------------------------- | --------------------------------------------- | --------------------------------------------- | --------------------------------------------- |
|                                               |                                               |                                               |                                               |                                               |
| Румуни                                        | Румуни                                        |                                               | 6.752                                         | 56,2%                                         |
| Мађари                                        | Мађари                                        |                                               | 4.513                                         | 37,6%                                         |
| Роми                                          | Роми                                          |                                               | 737                                           | 6,1%                                          |
| Немци                                         | Немци                                         |                                               | 15                                            | 0,1%                                          |